# Танковий корпус «Гроссдойчланд»
Танковий корпус «Гроссдойчланд» (нім. Panzerkorps Großdeutschland) — танковий корпус Вермахту за часів Другої світової війни.

## Райони бойових дій
- Німеччина (Східна Пруссія) (листопад 1944 — лютий 1945);
- Німеччина (Померанія та Берлін) (лютий — квітень 1945);
- Австрія (квітень — травень 1945).

## Командування

### Командири
- генерал танкових військ Дітріх фон Заукен (нім. Dietrich von Saucken) (10 листопада 1944 — 11 лютого 1945);
- генерал-лейтенант, з 14 березня 1945 генерал танкових військ Георг Яуер (нім. Georg Jauer) (11 лютого — 8 травня 1945).

## Нагороджені корпусу
Нагороджені корпусу
|  | Кавалери Золотого Німецького Хреста                                                                      | 1                               |
|  | Кавалери Лицарського хреста Залізного хреста                                                             | 2 в тому числі 1 непідтверджене |
|  | Кавалери Почесної Відзнаки Сухопутних військ «Почесна пряжка на орденську стрічку для Сухопутних військ» | 3                               |

## Бойовий склад танкового корпусу «Гроссдойчланд»
Формування управління, забезпечення та підтримки
- 500-те артилерійське командування (Arko 500);
- штаб 500-го інженерного полку (Stab Pionier-Regiment 500);
- фузілерний полк «Гроссдойчланд» (Korps-Füsilier-Regiment "Großdeutschland");
- важкий танковий батальйон «Гроссдойчланд»;
- 500-й артилерійський полк (Artillerie-Regiment 500);
- 500-й танковий інженерний батальйон (Panzer-Pionier-Bataillon 500);
- 500-й танковий батальйон зв'язку (Panzerkorps-Nachrichten-Abteilung 500);
- навчальний танковий полк «Гроссдойчланд» (Panzer-Feldersatz-Regiment "Großdeutschland");
- 500-й полк постачання (Versorgungs-Regiment 500).

- 19-та танкова дивізія (19. Panzer-Division);
- Панцергренадерська дивізія «Брандербург» (Panzer-Grenadier-Division "Brandenburg");
- 1-ша парашутно-танкова дивізія «Герман Герінг» (1. Fallschirm-Panzer-Division "HG");
- 25-та панцергренадерська дивізія (25. Panzergrenadier-Division).

- 21-ша танкова дивізія (21. Panzer-Division);
- Панцергренадерська дивізія «Брандербург»;
- 1-ша парашутно-танкова дивізія «Герман Герінг»;
- 20-та панцергренадерська дивізія (20. Panzer-Grenadier-Division).

- 17-та піхотна дивізія (17. Infanterie-Division);
- 72-га піхотна дивізія (72. Infanterie-Division);
- 269-та піхотна дивізія (269. Infanterie-Division);
- 545-та фольксгренадерська дивізія (545. Volks-Grenadier-Division).

## Відео
- Deutsche Wehrmacht Panzerkorps Großdeutschland
- Deutsche Wehrmacht Panzerkorps Großdeutschland